# Ambulance LTD
Pour les articles homonymes, voir Ambulance (homonymie).
Ambulance LTD est un groupe de rock indépendant américain, originaire d'East Harlem, à New York, en 2000 par Michael Di Liberto et Dave Longstreth. Ils se présentent comme les héritiers du mouvement shoegazing des années 1990. Les deux membres fondateurs du groupe l’ont quitté en 2002, lorsque les membres suivants sont arrivés.

## Biographie
Le groupe est formé par Michael Di Liberto et David Longstreth de Cleveland, dans l'Ohio. Marcus Congleton se joint à eux et continue sous leur nom. Ils signent au label TVT Records après avoir bien été accueillis pour leurs performances scéniques et publient leur premier album, LP le 23 mars 2004 aux États-Unis, et le 14 mars 2005 au Royaume-Uni.
Le groupe mêle dream pop, indie rock et shoegazing de la fin des années 1980 et du début des années 1990. Leurs influences vont des Beatles et Rolling Stones à Spiritualized, My Bloody Valentine, et Elliott Smith. Le groupe explique ne pas être « cantonné qu'à une niche » et ne se consacre pas uniquement qu'à un genre de rock.
Un EP, New English EP, est publié en mars 2006.
Après le départ du claviériste Andrew Haskell peu avant la sortie de leur premier album chez TVT/Island, Matthew Dublin et Darren Beckett quittent aussi Ambulance LTD pour former un groupe appelé The Red Romance avec l'addition d'Adam Chilensk à la basse, laissant Congleton comme seul membre restant. Lysaght et Beckett tournent avec Father John Misty et Brandon Flowers. Lysaght est crédité à la guitare sur huit des dix morceaux de l'album Desired Effect de Flowers (2015). Dublin forme Stranger Islands avec l'actrice Joanie Wolkoff. Congleton engage une action en justice concernant le nom d'Ambulance LTD et en 2007, Congleton travaille avec John Cale de The Velvet Underground à Los Angeles.
En 2008, Ambulance LTD recrute Ian Fenger à la guitare, Xander McMahon aux claviers, et Jeremy Kay à la basse. Ils jouent pour la première fois au Middle East Downstairs de Cambridge (Massachusetts) le 2 avril 2008. Ambulance LTD ne peut plus rien publier après lorsque TVT Records met la clé sous la porte. TVT vendra le catalogue musical d'Ambulance LTD, ce qui mène Congleton, et l'autre groupe du label The Polyphonic Spree, à assigner le label, et sa compagnie mère Universal Music Group, en justice, en juin 2008.

## Membres
- Marcus Congleton – chant, guitare
- Benji Lysaght – guitare
- Matt Dublin – guitare basse, chant
- Darren Beckett – percussions

## Discographie
- 2003 : Ambulance LTD
- 2004 : LP
- 2006 : New English EP